# 두기 (공량)
두기(杜夔, ? ~ ?)는 중국 후한 말 ~ 삼국시대 위나라의 악사로 자는 공량(公良)이며 사례 하남윤 사람이다.

## 생애
음률에 밝아 아악랑(雅樂郞)에 임명되었으나, 중평 5년(188년)에 질병으로 사임하였다. 주와 군의 관리와 사도가 초빙하였으나, 두기는 응하지 않고 형주로 갔다.
형주목 유표는 두기와 맹요(孟曜)로 하여금 한의 황제를 위한 아악을 편성하도록 하였다. 아악이 편성된 후, 유표는 관소의 정원에서 연주를 듣고자 하였다. 그러자 두기가 말하였다.
| “ | 장군께서는 천자를 위하여 아악을 편성하셨습니다. 이것을 관소의 정원에서 연주하는 것은 올바른 일이 아닙니다. | ” |

유표는 두기의 말을 받아들여 연주를 취소하였다.
건안 13년(208년), 유표가 죽고 아들 유종이 뒤를 이었다. 유종은 조조에게 투항하였고, 조조는 두기를 군모좨주(軍謨祭酒)에 임명하여 태악(太樂)의 사무에 참여시켰으며 아악을 창제할 것을 명하였다. 두기는 종률(鐘律)을 잘 가려냈으며, 총명함은 다른 사람을 뛰어넘었고 각종 악기를 연주할 수 있었으나 노래와 춤은 잘 하지 못하였다.
당시 산기시랑(散騎侍郞) 등정(鄧靜)과 윤제(尹齊)가 아악을 잘 노래하였으며, 가사(歌師) 윤호(尹胡)는 종묘 제사의 곡을 연주할 수 있었고 무사(舞師) 풍숙(馮肅)과 복양(服養)은 각종 옛 무용에 박식하였다. 두기는 일체를 총괄하여 연주하였는데, 마음을 쏟아 멀리 옛 경전을 고찰하고 가까이는 조정의 옛 의례를 취하여 각종 음악의 이론을 가르쳤으며, 각종 악기를 만들어 갖추었다. 옛 음악을 계승하여 부흥시킨 것은 모두 두기로부터 시작하였다.
시옥(柴玉)은 후한 때 주종공(鑄鐘工)을 지낸 자로, 손재주가 뛰어나 새로운 물건을 많이 만들어 당대의 고귀한 사람들에게 널리 알려졌었다. 두기는 시옥에게 구리로 된 종을 만들게 하였는데, 종소리의 맑고 탁함이 음률에 맞지 않았기 때문에 누차 폐기하고 다시 만들게 하니, 시옥은 두기에게 맑고 탁함은 일정한 표준이 없다고 대들었다. 두기와 시옥은 서로 조조에게 아뢰었고, 조조는 완성된 종을 가져오도록 한 후 다른 순서에 따라 연주하도록 하였다. 이로써 두기가 음률에 정통하고 시옥이 말이 허황되었음을 알게 되었고, 이에 시옥과 그의 두 아들에게 벌을 주어 모두 말을 기르도록 하였다.
황초 연간, 두기는 태악령(太樂令)·협률도위(協律都尉)에 임명되었다.
문제는 평소 시옥을 총애하였었다. 한때 문제는 두기에게 빈객들 앞에서 생황을 불고 비파를 타도록 명한 적이 있었는데, 두기가 이를 곤란해하였다. 이때부터 문제는 두기에게 불만을 품었고, 다른 일을 트집잡아 두기를 잡아 옥에 가두었다. 두기는 면직된 상태로 세상을 떠났다.
두기의 제자인 하남의 소등(邵登)·장태(張泰)·상복(桑馥) 등은 각기 태악승(太樂丞)에 이르렀고, 하비(下邳)의 진항(陳頏)은 사율중랑장(司律中郞將)을 지냈다.

## 같이 보기
- 삼국지 인물 목록